# Money, Money, Money (film)
Money, Money, Money è un film muto del 1923 diretto da Tom Forman. Prodotto dalla B.P. Schulberg Productions, venne sceneggiato da Hope Loring su un soggetto dello scrittore e commediografo Larry Evans.

## Trama
Priscilla Hobbs, giovane e ambiziosa, volendo brillare in società, convince suo padre a prendere in prestito una grossa somma dal signor Carter, in attesa di potere entrare in possesso dell'eredità spettante a sua madre, che appoggia le sue ambizioni sociali. Ma Reggie Grey, l'innamorato di Priscilla, comprende che Carter ha tutte le intenzioni di approfittare di quella situazione per mettere le mani sulla fabbrica di Hobbs, il padre della ragazza.

## Produzione
Il film fu prodotto dalla Preferred Pictures (B.P. Schulberg Productions).

## Distribuzione
Il copyright del film, richiesto dalla Preferred Pictures, fu registrato il 18 dicembre 1922 con il numero LP18558.

Distribuito dalla Associated First National Pictures, il film uscì nelle sale statunitensi nel gennaio 1923. In Finlandia, fu distribuito il 2 dicembre 1923.
Non si conoscono copie ancora esistenti della pellicola che viene considerata presumibilmente perduta.